# بی‌نهایت (فیلم ۱۹۹۶)
بی‌نهایت (انگلیسی: Infinity) یک فیلم سینمایی آمریکایی در ژانر رمانتیک و زندگینامه‌ای به کارگردانی متیو برودریک است که در سال ۱۹۹۶ منتشر شد. از بازیگران آن می‌توان به پاتریشا آرکت و پیتر ریجرت اشاره کرد.